# André Rømer
Pour les articles homonymes, voir Rømer.
André Rømer, né le 18 juillet 1993 à Køge au Danemark, est un footballeur danois. Il évolue au poste de milieu défensif au FC Midtjylland.

## Biographie
Il participe à la Ligue des champions et à la Ligue Europa avec le club du FC Midtjylland. Avec cette équipe, il atteint les seizièmes de finale de la Ligue Europa en 2016.
Le 30 janvier 2021, André Rømer rejoint la Suède en s'engageant avec l'IF Elfsborg,.
Le 14 juillet 2023, André Rømer fait son retour dans le club de ses débuts, le FC Midtjylland. Il signe un contrat de trois ans, soit jusqu'en juin 2026.

## Vie privée
André Rømer est le frère de Marcel Rømer, lui aussi footballeur professionnel.

## Palmarès
- Champion du Danemark en 2015 avec le FC Midtjylland